# Secrétaire adjoint à la Marine des États-Unis
Secrétaire adjoint à la Marine des États-Unis (en anglais Assistant Secretary of the Navy ou ASN)
est le titre porté par quatre hauts responsables civils du Département de la Marine. 
De 1861 à 1954, le secrétaire adjoint était le second plus haut rang civil du Département de la Marine, reportant directeur au secrétaire à la Marine. Ce rôle a depuis était supplanté par le Sous-secrétaire. Poste unique autrefois, il y a aujourd'hui quatre secrétaires assistants, chacun en charge d'un domaine différent et reportant et assistant le Secrétaire à la Marine et le sous-secrétaire à la Marine :   
- Secrétaire adjoint à la Marine (Recherche, développement et acquisition)
- Secrétaire adjoint à la Marine (Personnel et affaires de la réserve)
- Secrétaire adjoint à la Marine (management financier et contrôleur)
- Secrétaire adjoint à la Marine (Énergie, installations et environnement)

Le conseiller général de la Marine (General Counsel of the Navy) est équivalent en rang à celui de Secrétaire assistant.
Les secrétaires assistants sont nommés par le président des États-Unis et nécessitent la confirmation du Sénat des États-Unis. 

## Titulaires notables
- Le président américain Theodore Roosevelt a été secrétaire adjoint à la marine de 1897 à 1898, sous l'administration de William McKinley. Son court mandat est dû au fait qu'il a démissionné pour organiser et mener au combat les Rough Riders pendant la Guerre hispano-américaine. À ce poste, il était le numéro 2 derrière le secrétaire à la Marine John D. Long. Mais celui-ci, en mauvaise santé, s'intéressait plus aux formalités qu'aux attributs de la fonction. Ainsi, de nombreuses décisions furent prises directement par Roosevelt dont l'initiative d'ordonner à l'amiral George Dewey de mener l'Asiatic Squadron à Manille où l'escadre américaine coula la flotte espagnole du Pacifique au tout début de cette guerre.
- Le président américain Franklin D. Roosevelt a été secrétaire adjoint à la marine de 1913 à 1920 et a contribué à la mise en œuvre des politiques de la marine pendant la Première Guerre mondiale.
- Selon l'auteur Edward J. Renehan, Jr, pas moins de cinq membres de la grande famille Roosevelt ont occupé le poste de secrétaire adjoint à la marine : Theodore Roosevelt, Franklin Roosevelt (FDR), Theodore Roosevelt, Jr. qui a servi de 1921 à 1924 sous Harding et Coolidge, Theodore Douglas Robinson (le fils de Corinne Roosevelt) qui a servi de 1924 à 1929 sous Coolidge, et enfin Henry L. Roosevelt, un descendant du vieil ami de Robert Fulton, « Steamboat Nicholas » Roosevelt, qui a servi de 1933 à 1936 sous FDR[1].
- Ralph Austin Bard (en) fut secrétaire adjoint (1941–1944) puis sous-secrétaire (1944–1945) durant la Seconde Guerre mondiale.

## Énergie, Installations et Environnement
| Nom                                                                          | Début            | Fin             | Président         | Secrétaire                                                                   |
| ---------------------------------------------------------------------------- | ---------------- | --------------- | ----------------- | ---------------------------------------------------------------------------- |
| Secrétaires adjoints de la Marine (Installations & Environnement)            |                  |                 |                   |                                                                              |
| Jacqueline E. Schäfer                                                        | 1990             | 1992            | George H. W. Bush | Henry L. Garrett III                                                         |
| Frederick S. Sterns (par intérim)                                            | 1993             | 1994            | George H. W. Bush | J.Daniel Howard (par intérim) Frank Kelso (par intérim)                      |
| Robert B. Pirie Jr.                                                          | Mars 1994        | 12 octobre 2000 | Bill Clinton      | John Howard Dalton Richard Danzig                                            |
| Duncan Holaday (par intérim)                                                 | 2001             | 2001            | Bill Clinton      | Gordon R. Angleterre                                                         |
| Hansford T.Johnson                                                           | 7 août 2001      | 1 mars 2005     | George W. Bush    | Gordon R. Angleterre                                                         |
| B.J. Penn                                                                    | 1 mars 2005      | 13 mars 2009    | George W. Bush    | Gordon R. AngleterreDonald C.Winter                                          |
| Roger M.Natsuhara (par intérim)                                              | août 2009        | 5 mars 2010     | Barack Obama      | Ray Mabus                                                                    |
| Sous-Secrétaires d'Etat à la Marine (Energie, Installations & Environnement) |                  |                 |                   |                                                                              |
| Jackalyne Pfannenstiel                                                       | 5 mars 2010      | juillet 2012    | Barack Obama      | Ray Mabus                                                                    |
| Dennis V. McGinn                                                             | 3 septembre 2013 | 20 janvier 2017 | Barack Obama      | Ray Mabus                                                                    |
| Steve Iselin (par intérim)                                                   | 20 janvier 2017  | 2018            | Donald Trump      | Sean Stackley (par intérim) Richard V. Spencer                               |
| Phyllis L. Bayer                                                             | 2018             | Mars 2019       | Donald Trump      | Richard V. Spencer                                                           |
| Todd C. Mellon (par intérim)                                                 | Mars 2019        | 26 juin 2019    | Donald Trump      | Richard V. Spencer                                                           |
| Lucian Niemeyer (par intérim)                                                | 26 juin 2019     | Mars 2020       | Donald Trump      | Richard V. SpencerThomas Modly (par intérim)                                 |
| Charles A.Williams                                                           | Mars 2020        | 20 janvier 2021 | Donald Trump      | Thomas Modly (par intérim) James McPherson (par intérim) Kenneth Braithwaite |
| Todd L. Schafer (par intérim)                                                | 20 janvier 2021  | 5 août 2021     | Joe Biden         | Thomas Harker (par intérim)                                                  |
| Meredith Berger                                                              | 5 août 2021      | En fonction     | Joe Biden         | Carlos Del Toro                                                              |

## Gestion financière
| Name                                      | Assumed office    | Left office      | President appointed by          | Secretary served under                             |
| ----------------------------------------- | ----------------- | ---------------- | ------------------------------- | -------------------------------------------------- |
| William B. Franke                         | 4 octobre 1954    | 16 avril 1957    | Dwight D. Eisenhower            | Charles Thomas                                     |
| J. Sinclair Armstrong                     | 28 mai 1957       | 2 janvier 1959   | Dwight D. Eisenhower            | Thomas S. Gates, Jr.                               |
| Victor M. Longstreet                      | 14 septembre 1962 | 31 décembre 1965 | John F. Kennedy                 | Fred KorthPaul Nitze                               |
| Charles F. Baird                          | 7 mars 1966       | 1er août 1967    | Lyndon B. Johnson               | Paul Nitze                                         |
| Charles Arthur Bowsher                    | 18 décembre 1967  | 30 juin 1971     | Lyndon B. Johnson               | Paul Robert Ignatius John Chafee                   |
| Frank P. Sanders                          | 2 août 1971       | 5 mai 1972       | Richard Nixon                   | John Chafee                                        |
| Robert D. Nesen                           | 31 mai 1972       | 15 mai 1974      | Richard Nixon                   | John Warner                                        |
| Gary D. Penisten                          | 15 octobre 1974   | 20 mai 1977      | Gerald Ford                     | J. William Middendorf                              |
| George A. Peapples                        | 3 novembre 1977   | septembre 1980   | Jimmy Carter                    | W. Graham Claytor, Jr. Edward Hidalgo              |
| Robert H. Conn                            | mai 1981          | 15 décembre 1988 | Ronald Reagan                   | Edward Hidalgo John Lehman Jim WebbWilliam L. Ball |
| Rear Admiral James M. Seely (par intérim) | 18 décembre 1988  | janvier 1990     | Ronald Reagan George H. W. Bush | William L. Ball Henry L. Garrett III               |
| Robert C. McCormack                       | 12 janvier 1990   | 5 janvier 1993   | George H. W. Bush               | Henry L. Garrett III Sean O'Keefe                  |
| Albert V. Conte (par intérim)             | 10 janvier 1993   | 11 décembre 1993 | George H. W. Bush               | John Howard Dalton                                 |
| Deborah P. Christie                       | 16 mars 1994      | 12 mars 1998     | Bill Clinton                    | John Howard Dalton                                 |
| Gladys J. Commons (par intérim)           | 20 mars 1998      | 15 octobre 1988  | Bill Clinton                    | John Howard Dalton                                 |
| Charles P. Nemfakos                       | 5 novembre 1998   | 2 juillet 2001   | Bill Clinton                    | Richard Danzig                                     |
| Dionel M. Aviles                          | 17 juillet 2001   | 8 octobre 2004   | George W. Bush                  | Gordon R. England                                  |
| Robert L. Panek (par intérim)             | 9 octobre 2004    | 25 octobre 2004  | George W. Bush                  | Gordon R. England                                  |
| Richard Greco, Jr.                        | 26 octobre 2004   | 2007             | George W. Bush                  | Gordon R. England Donald C. Winter                 |
| Douglas A. Brook                          | 2007              | 2009             | George W. Bush Barack Obama     | Donald C. Winter                                   |
| Gladys J. Commons                         | 3 novembre 2009   | 29 août 2013     | Barack Obama                    | Ray Mabus                                          |
| Susan J. Rabern                           | 30 août 2013      | 19 janvier 2017  | Barack Obama                    | Ray Mabus                                          |
| Thomas W. Harker                          | 2 janvier 2018    | 20 janvier 2021  | Donald Trump                    | Richard Spencer                                    |
| Alaleh Jenkins (par intérim)              | 20 janvier 2021   | 3 janvier 2023   | Joe Biden                       | Thomas Harker (par intérim) Carlos Del Toro        |
| Russell Rumbaugh                          | 3 janvier 2023    | En fonction      | Joe Biden                       | Carlos Del Toro                                    |

## Main d'œuvre et Réserve
| Nom                                  | Début             | Fin               | Président         | Secrétaire                             |
| ------------------------------------ | ----------------- | ----------------- | ----------------- | -------------------------------------- |
| Randolph S. Driver                   | septembre 1968    | 20 janvier 1969   | Lyndon B. Johnson | Paul Robert Ignatius                   |
| James D. Hittle                      | mars 1969         | mars 1971         | Richard Nixon     | John Chafee                            |
| James E. Johnson                     | juin 1971         | septembre 1973    | Richard Nixon     | John Chafee John Warner                |
| Joseph T. McCullen, Jr.              | septembre 1973    | avril 1977        | Richard Nixon     | John Warner J. William Middendorf      |
| Edward Hidalgo                       | 25 avril 1977     | 24 octobre 1979   | Jimmy Carter      | W. Graham Claytor, Jr.                 |
| Joseph A. Doyle                      | décembre 1979     | janvier 1981      | Jimmy Carter      | Edward Hidalgo                         |
| John S. Herrington                   | octobre 1981      | février 1983      | Ronald Reagan     | John Lehman                            |
| Chapman B. Cox                       | juin 1983         | juin 1984         | Ronald Reagan     | John Lehman                            |
| Chase Untermeyer                     | décembre 1984     | avril 1988        | Ronald Reagan     | John Lehman Jim Webb                   |
| Kenneth P. Bergquist                 | juin 1988         | novembre 1989     | Ronald Reagan     | William L. Ball Henry L. Garrett III   |
| Barbara S. Pope                      | novembre 1989     | 20 janvier 1993   | George H. W. Bush | Henry L. Garrett III Sean O'Keefe      |
| Dorothy M. Meletzke (par intérim)    | 20 janvier 1993   | novembre 1993     | George H. W. Bush | John Howard Dalton                     |
| Frederick Pang                       | novembre 1993     | octobre 1994      | Bill Clinton      | John Howard Dalton                     |
| Bernard D. Rostker                   | 7 octobre 1994    | octobre 1998      | Bill Clinton      | John Howard Dalton                     |
| Carolyn H. Becraft                   | octobre 1998      | 20 janvier 2001   | Bill Clinton      | Richard Danzig                         |
| Bonnie Morehouse (par intérim)       | 20 janvier 2001   | 17 juillet 2001   | George W. Bush    | Gordon R. England                      |
| William A. Navas Jr.                 | 17 juillet 2001   | 7 janvier 2008    | George W. Bush    | Gordon R. England Donald C. Winter     |
| Anita K. Blair (par intérim)         | 7 janvier 2008    | 20 janvier 2009   | Barack Obama      | Donald C. Winter                       |
| Harvey C. Barnum Jr. (par intérim)   | 20 janvier 2009   | 16 septembre 2009 | Barack Obama      | Donald C. Winter                       |
| Juan M. Garcia III                   | 16 septembre 2009 | 14 janvier 2016   | Barack Obama      | Ray Mabus                              |
| Franklin R. Parker                   | 14 janvier 2016   | 20 janvier 2017   | Barack Obama      | Ray Mabus                              |
| Robert L. Woods (par intérim)        | 30 avril 2017     | 10 juin 2018      | Donald Trump      | Richard V. Spencer                     |
| Gregory J. Slavonic                  | 11 juin 2018      | 20 janvier 2021   | Donald Trump      | Richard V. Spencer Kenneth Braithwaite |
| Catherine L. Kessmeier (par intérim) | 20 janvier 2021   | août 2021         | Joe Biden         | Thomas Harker (par intérim)            |
| Robert D. Hogue (par intérim)        | août 2021         | 18 janvier 2023   | Joe Biden         | Carlos Del Toro                        |
| Franklin R. Parker                   | 18 janvier 2023   | En fonction       | Joe Biden         | Carlos Del Toro                        |

## Recherche, Développement et Acquisition
| Nom                               | Début            | Fin              | Président         | Secrétaire                                  |
| --------------------------------- | ---------------- | ---------------- | ----------------- | ------------------------------------------- |
| Gérald A. Cann                    | Mars 1990        | 20 janvier 1993  | George H. W. Bush | Henry L. Garrett III, Sean O'Keefe          |
| Nora Slatkins                     | 22 octobre 1993  | 16 mai 1995      | Bill Clinton      | John Howard Dalton                          |
| John W. Douglass                  | novembre 1995    | Août 1998        | Bill Clinton      | John Howard Dalton                          |
| H. Lee Buchanan III               | 2 octobre 1998   | 20 janvier 2001  | Bill Clinton      | Richard Danzig                              |
| Paul A. Schneider (par intérim)   | 21 janvier 2001  | 16 juillet 2001  | George W. Bush    | Gordon R. Angleterre                        |
| John J.Young, Jr.                 | 17 juillet 2001  | 6 novembre 2005  | George W. Bush    | Gordon R. Angleterre                        |
| Delores M. Etter                  | 7 novembre 2005  | 15 novembre 2007 | George W. Bush    | Gordon R. Angleterre                        |
| Delores M. Etter                  | 7 novembre 2005  | 15 novembre 2007 | George W. Bush    | Donald C.Winter                             |
| John S. Thackrah (par intérim)    | 16 novembre 2007 | 27 juillet 2008  | George W. Bush    |                                             |
| John S. Thackrah (par intérim)    | 16 novembre 2007 | 27 juillet 2008  | Barack Obama      | Ray Mabus                                   |
| Sean Stackley                     | 28 juillet 2008  | 3 août 2017      | Barack Obama      | Ray Mabus                                   |
| Sean Stackley                     | 28 juillet 2008  | 3 août 2017      | Donald Trump      | Richard V. Spencer                          |
| Allison Stiller (par intérim)     | 4 août 2017      | 5 décembre 2017  | Donald Trump      | Richard V. Spencer                          |
| James Geurts                      | 5 décembre 2017  | 20 janvier 2021  | Donald Trump      | Richard V. Spencer                          |
| James Geurts                      | 5 décembre 2017  | 20 janvier 2021  | Donald Trump      | Kenneth Braithwaite                         |
| Frederic J. Stefany (par intérim) | 20 janvier 2021  | En fonction      | Joe Biden         | Thomas Harker (par intérim) Carlos Del Toro |